# Salkımlı
Salkımlı (kurd. Niziran) ist ein Dorf im Landkreis Yüksekova der türkischen Provinz Hakkâri. Salkımlı liegt in Südostanatolien auf 2.100 m über dem Meeresspiegel, ca. 35 km nordwestlich von Yüksekova.
Der frühere Name lautet Niziran oder Nizran. Die Form Nizran ist beim Katasteramt registriert.
Im Jahr 2009 hatte die Ortschaft 609 Einwohner. Zu Salkımlı gehören die Weiler Gürkaya, Reşadiye, Şimte und Görkayak (kurd. Kanireş).